# Любартув
Любартув или Любартов (пол. Lubartów) — город в Польше, входит в Люблинское воеводство, Любартувский повят. Имеет статус городской гмины. Занимает площадь 13,92 км². Население — 23 010 человек (на 2004 год).

## История
Известен с 1543 года как местечко Люблинского воеводства в составе Речи Посполитой. Николай Фирлей основал здесь кальвинистские школы и пригласил из Голландии ремесленников. С переходом города в руки великого гетмана Дм. Вишневецкого Любартов достиг своего расцвета. В конце XVII века князья Сангушко построили здесь дворец.
Во время польского восстания 1830 года Любартов, за исключением дворца и костёла, был предан огню. 28 апреля (10 мая) 1831 года у Любартова случился бой между польским отрядом Хржановского и русским корпусом генерала Крейца. Победа осталась на стороне последнего, но поляки успели отступить благополучно вследствие того, что один из русских частных начальников, вопреки данному ему приказанию, не уничтожил мост на реке Вепрь, через который смогли переправиться польские части.
В ходе Польского восстания 1863 года здесь произошёл ещё один бой между русскими и поляками, в ходе которого повстанцы были разбиты и отброшены в лес.
С 1837 до 1917 года Любартов был уездным городом Люблинской губернии Российской империи.